# Пежо тип 64
Пежо тип 64 (фр. Peugeot Type 64) је теретно моторно возило произведено између 1904. и 1907. године од стране француског произвођача аутомобила Пежо. Ово је један од првих камиона опремљен Мишлен гумама.